# Crystal Palace Football Club 2023-2024
Questa voce raccoglie le informazioni riguardanti il Crystal Palace Football Club 2023-2024 nelle competizioni ufficiali della stagione 2023-2024.

## Stagione
Questa stagione è la 11ª stagione consecutiva in Premier League per il Crystal Palace. Oltre alla partecipazione in Premier League, il Crystal Palace ha preso parte alla FA Cup ed alla EFL Cup.

## Maglie e sponsor
| Casa | Trasferta | Terza maglia |

## Rosa
In corsivo i calciatori ceduti durante la stagione  
| N. |                        | Ruolo | Calciatore           |
| -- | ---------------------- | ----- | -------------------- |
| 1  | Inghilterra (bandiera) | P     | Sam Johnstone        |
| 2  | Inghilterra (bandiera) | D     | Joel Ward            |
| 3  | Inghilterra (bandiera) | D     | Tyrick Mitchell      |
| 4  | Inghilterra (bandiera) | D     | Rob Holding          |
| 5  | Inghilterra (bandiera) | D     | James Tomkins        |
| 6  | Inghilterra (bandiera) | D     | Marc Guéhi           |
| 7  | Inghilterra (bandiera) | C     | Michael Olise        |
| 8  | Colombia (bandiera)    | C     | Jefferson Lerma      |
| 9  | Ghana (bandiera)       | A     | Jordan Ayew          |
| 10 | Inghilterra (bandiera) | C     | Eberechi Eze         |
| 11 | Brasile (bandiera)     | C     | Matheus França       |
| 12 | Colombia (bandiera)    | D     | Daniel Muñoz         |
| 14 | Francia (bandiera)     | A     | Jean-Philippe Mateta |
| 15 | Ghana (bandiera)       | D     | Jeff Schlupp         |
| 16 | Danimarca (bandiera)   | D     | Joachim Andersen     |
| 17 | Inghilterra (bandiera) | D     | Nathaniel Clyne      |

| N. |                        | Ruolo | Calciatore        |
| -- | ---------------------- | ----- | ----------------- |
| 19 | Inghilterra (bandiera) | C     | Will Hughes       |
| 20 | Inghilterra (bandiera) | C     | Adam Wharton      |
| 22 | Francia (bandiera)     | A     | Odsonne Edouard   |
| 23 | Inghilterra (bandiera) | A     | Malcolm Ebiowei   |
| 26 | Stati Uniti (bandiera) | D     | Chris Richards    |
| 28 | Mali (bandiera)        | C     | Cheick Doucouré   |
| 29 | Francia (bandiera)     | D     | Naouirou Ahamada  |
| 30 | Inghilterra (bandiera) | P     | Dean Henderson    |
| 31 | Inghilterra (bandiera) | P     | Remi Matthews     |
| 36 | Inghilterra (bandiera) | D     | Nathan Ferguson   |
| 41 | Inghilterra (bandiera) | P     | Joe Whitworth     |
| 44 | Paesi Bassi (bandiera) | D     | Jairo Riedewald   |
| 48 | Inghilterra (bandiera) | P     | Luke Plange       |
| 49 | Inghilterra (bandiera) | C     | Jesurun Rak-Sakyi |
| 52 | Inghilterra (bandiera) | C     | David Ozoh        |

## Calciomercato

### Sessione estiva
| Acquisti         | Acquisti        | Acquisti       | Acquisti                    |
| R.               | Nome            | da             | Modalità                    |
| ---------------- | --------------- | -------------- | --------------------------- |
| A                | Matheus França  | Flamengo       | definitivo (20 milioni €)   |
| P                | Dean Henderson  | Manchester Utd | definitivo (17,5 milioni €) |
| D                | Rob Holding     | Arsenal        | definitivo (1,2 milioni €)  |
| C                | Jefferson Lerma | Bournemouth    | gratuito                    |
| Altre operazioni |                 |                |                             |
| R.               | Nome            | da             | Modalità                    |
| P                | Jack Butland    | Manchester Utd | fine prestito               |
| C                | Malachi Boateng | Queen's Park   | fine prestito               |

| Cessioni         | Cessioni         | Cessioni       | Cessioni |
| R.               | Nome             | a              | Modalità |
| ---------------- | ---------------- | -------------- | -------- |
| A                | Wilfried Zaha    | Galatasaray    | gratuito |
| C                | Luka Milivojević | Shabab Al-Ahli | gratuito |
| P                | Jack Butland     | Rangers        | gratuito |
| P                | Vicente Guaita   | Celta Vigo     | gratuito |
| A                | Luke Plange      | Carlisle Utd   | prestito |
| Altre operazioni |                  |                |          |
| R.               | Nome             | a              | Modalità |
| C                | James McArthur   |                | ritiro   |
| C                | Malachi Boateng  | Dundee         | prestito |

### Sessione invernale
| Acquisti         | Acquisti     | Acquisti     | Acquisti                    |
| R.               | Nome         | da           | Modalità                    |
| ---------------- | ------------ | ------------ | --------------------------- |
| D                | Daniel Muñoz | Genk         | definitivo (10 milioni €)   |
| C                | Adam Wharton | Blackburn    | definitivo (21,1 milioni €) |
| Altre operazioni |              |              |                             |
| R.               | Nome         | da           | Modalità                    |
| A                | Luke Plange  | Carlisle Utd | fine prestito               |

| Cessioni         | Cessioni        | Cessioni | Cessioni |
| R.               | Nome            | a        | Modalità |
| ---------------- | --------------- | -------- | -------- |
| A                | Malcolm Ebiowei | RWDM47   | prestito |
| Altre operazioni |                 |          |          |
| R.               | Nome            | a        | Modalità |

## Risultati

### Premier League

#### Girone di andata
| Arbitro: | Brooks |

|  |           |             |
|  | Marcatori | 49’ Édouard |

| Arbitro: | Coote |

|  |           |                     |
|  | Marcatori | 54’ (rig.) Ødegaard |

| Arbitro: | Bankes |

|            |           |                 |
| Schade 18’ | Marcatori | 76’ J. Andersen |

| Arbitro: | Jones |

|                          |           |                       |
| Édouard 56’, 84’ Eze 78’ | Marcatori | 65’ Hwang 90+6’ Cunha |

| Arbitro: | England |

|                                                   |           |             |
| Durán 87’ Douglas Luiz 90+8’ (rig.) Bailey 90+11’ | Marcatori | 47’ Édouard |

| Croydon 23 settembre 2023, ore 15:00 WEST 6ª giornata | Crystal Palace | 0 – 0 referto | Fulham | Selhurst Park (25 072 spett.)\| Arbitro: \| Paul Tierney \| |
| Arbitro:                                              | Paul Tierney   |               |        |                                                             |

| Arbitro: | Chris Kavanagh |

|  |           |              |
|  | Marcatori | 25’ Andersen |

| Croydon 7 ottobre 2023, ore 17:30 WEST 8ª giornata | Crystal Palace | 0 – 0 referto | Nottingham Forest | Selhurst Park (25 017 spett.)\| Arbitro: \| Pawson \| |
| Arbitro:                                           | Pawson         |               |                   |                                                       |

| Arbitro: | Robinson |

|                                                 |           |  |
| Murphy 4’ Gordon 44’ Longstaff 45+2’ Wilson 66’ | Marcatori |  |

| Arbitro: | Madley |

|               |           |                         |
| J. Ayew 90+4’ | Marcatori | 53’ (aut.) Ward 66’ Son |

| Arbitro: | Bankes |

|  |           |                            |
|  | Marcatori | 22’ Schlupp 90+4’ Mitchell |

| Arbitro: | Barrott |

|                           |           |                                        |
| Eze 5’ (rig.) Édouard 73’ | Marcatori | 1’ Mykolenko 49’ Doucouré 86’ I. Gueye |

| Arbitro: | Gillett |

|                     |           |           |
| Mengi 72’ Brown 83’ | Marcatori | 74’ Olise |

| Arbitro: | Oliver |

|           |           |             |
| Kudus 13’ | Marcatori | 53’ Édouard |

| Arbitro: | Pawson |

|  |           |                           |
|  | Marcatori | 25’ Senesi 90+1’ K. Moore |

| Arbitro: | Madley |

|                   |           |                         |
| Mateta 57’ (rig.) | Marcatori | 76’ Salah 90+1’ Elliott |

| Arbitro: | Tierney |

|                        |           |                               |
| Grealish 24’ Lewis 54’ | Marcatori | 76’ Mateta 90+5’ (rig.) Olise |

| Arbitro: | Brooks |

|               |           |             |
| J. Ayew 45+1’ | Marcatori | 82’ Welbeck |

| Arbitro: | Salisbury |

|                               |           |             |
| Mudryk 13’ Madueke 89’ (rig.) | Marcatori | 45+1’ Olise |

#### Girone di ritorno
| Arbitro: | Jones (Merseyside) |

|                        |           |                 |
| Olise 14’, 58’ Eze 39’ | Marcatori | 2’ Lewis-Potter |

| Arbitro: | Tierney |

|                                                                          |           |  |
| Gabriel 11’ D. Henderson 37’ (aut.) Trossard 59’ Martinelli 90+4’, 90+5’ | Marcatori |  |

| Arbitro: | Harrington |

|                        |           |                             |
| Eze 17’, 27’ Olise 67’ | Marcatori | 1’ Brereton Díaz 20’ McAtee |

| Arbitro: | Hooper |

|                                                       |           |            |
| Dunk 3’ Hinshelwood 33’ Buonanotte 34’ João Pedro 84’ | Marcatori | 71’ Mateta |

| Arbitro: | Oliver |

|           |           |                                         |
| Lerma 30’ | Marcatori | 47’, 90+1’ Gallagher 90+4’ E. Fernández |

| Arbitro: | Tierney |

|           |           |             |
| Onana 84’ | Marcatori | 66’ J. Ayew |

| Arbitro: | L. Smith |

|                                            |           |  |
| Richards 68’ J. Ayew 72’ Mateta 77’ (rig.) | Marcatori |  |

| Arbitro: | Brooks |

|                               |           |         |
| Werner 77’ Romero 80’ Son 88’ | Marcatori | 59’ Eze |

| Arbitro: | Gill |

|            |           |               |
| Mateta 11’ | Marcatori | 90+6’ Woodrow |

| Arbitro: | Bramall |

|                 |           |  |
| Mateta 55’, 88’ | Marcatori |  |

| Arbitro: | Kavanagh |

|          |           |            |
| Wood 61’ | Marcatori | 11’ Mateta |

| Arbitro: | Scott |

|                 |           |  |
| J. Kluivert 79’ | Marcatori |  |

| Arbitro: | Tierney |

|                       |           |                                          |
| Mateta 3’ Édouard 86’ | Marcatori | 13’, 70’ De Bruyne 47’ Lewis 66’ Haaland |

| Arbitro: | Kavanagh |

|  |           |         |
|  | Marcatori | 14’ Eze |

| Arbitro: | Scott |

|                                                     |           |                                 |
| Olise 7’ Eze 16’ Emerson 20’ (aut.) Mateta 31’, 64’ | Marcatori | 40’ Antonio 89’ (aut.) Mitchell |

| Arbitro: | Attwell |

|           |           |             |
| Muniz 53’ | Marcatori | 87’ Schlupp |

| Arbitro: | Gillett |

|                                        |           |  |
| Olise 12’, 66’ Mateta 40’ Mitchell 66’ | Marcatori |  |

| Arbitro: | Bramall |

|           |           |                              |
| Cunha 66’ | Marcatori | 26’ Olise 28’ Mateta 73’ Eze |

| Arbitro: | D. Bond |

|                                  |           |  |
| Mateta 9’, 39’, 63’ Eze 54’, 69’ | Marcatori |  |

### FA Cup

#### Terzo turno
| Londra 4 gennaio 2024, ore 20:00 WET Terzo turno | Crystal Palace | 0 – 0 referto | Everton | Selhurst Park (24 489 spett.)\| Arbitro: \| Kavanagh \| |
| Arbitro:                                         | Kavanagh       |               |         |                                                         |

| Arbitro: | Harrington |

|                 |           |  |
| André Gomes 42’ | Marcatori |  |

### EFL Cup
| Arbitro: | Whitestone |

|                     |           |                                  |
| Waine 6’ Cundle 46’ | Marcatori | 58’ Édouard 61’, 62’, 83’ Mateta |

| Arbitro: | Michael Salisbury |

|                                       |           |  |
| Garnacho 21’ Casemiro 27’ Martial 55’ | Marcatori |  |

## Statistiche finali

### Statistiche di squadra
| Competizione   | Punti | In casa | In casa | In casa | In casa | In casa | In casa | In trasferta | In trasferta | In trasferta | In trasferta | In trasferta | In trasferta | Totale | Totale | Totale | Totale | Totale | Totale | DR |
| Competizione   | Punti | G       | V       | N       | P       | Gf      | Gs      | G            | V            | N            | P            | Gf           | Gs           | G      | V      | N      | P      | Gf     | Gs     | DR |
| -------------- | ----- | ------- | ------- | ------- | ------- | ------- | ------- | ------------ | ------------ | ------------ | ------------ | ------------ | ------------ | ------ | ------ | ------ | ------ | ------ | ------ | -- |
| Premier League | 49    | 19      | 8       | 4       | 7       | 37      | 26      | 19           | 5            | 6            | 8            | 20           | 32           | 38     | 13     | 10     | 15     | 57     | 58     | -1 |
| FA Cup         | -     | 1       | 0       | 1       | 0       | 0       | 0       | 1            | 0            | 0            | 1            | 0            | 1            | 2      | 0      | 1      | 1      | 0      | 1      | -1 |
| League Cup     | -     | -       | -       | -       | -       | -       | -       | 2            | 1            | 0            | 1            | 4            | 5            | 2      | 1      | 0      | 1      | 4      | 5      | -1 |
| Totale         |       | 20      | 8       | 5       | 7       | 37      | 26      | 22           | 6            | 6            | 10           | 24           | 38           | 42     | 14     | 11     | 17     | 61     | 64     | -3 |

### Andamento in campionato
| Giornata  | 1 | 2  | 3  | 4 | 5 | 6  | 7 | 8 | 9  | 10 | 11 | 12 | 13 | 14 | 15 | 16 | 17 | 18 | 19 | 20 | 21 | 22 | 23 | 24 | 25 | 26 | 27 | 28 | 29 | 30 | 31 | 32 | 33 | 34 | 35 | 36 | 37 | 38 |
| --------- | - | -- | -- | - | - | -- | - | - | -- | -- | -- | -- | -- | -- | -- | -- | -- | -- | -- | -- | -- | -- | -- | -- | -- | -- | -- | -- | -- | -- | -- | -- | -- | -- | -- | -- | -- | -- |
| Luogo     | T | C  | T  | C | T | C  | T | C | T  | C  | T  | C  | T  | T  | C  | C  | T  | C  | T  | C  | T  | C  | T  | C  | T  | C  | T  | C  | C  | T  | T  | C  | T  | C  | T  | C  | T  | C  |
| Risultato | V | P  | N  | V | P | N  | V | N | P  | P  | V  | P  | P  | N  | P  | P  | N  | V  | P  | V  | P  | V  | P  | P  | N  | V  | P  | N  | V  | N  | P  | P  | V  | V  | N  | V  | V  | V  |
| Posizione | 5 | 11 | 11 | 7 | 9 | 10 | 9 | 9 | 11 | 13 | 10 | 13 | 13 | 12 | 14 | 15 | 15 | 15 | 15 | 14 | 16 | 14 | 14 | 15 | 15 | 13 | 14 | 14 | 14 | 14 | 14 | 14 | 14 | 14 | 14 | 14 | 12 | 10 |

Legenda:

Luogo: C = Casa; T = Trasferta. Risultato: V = Vittoria; N = Pareggio; P = Sconfitta.